# Mellitsav-anhidrid

A mellitsav-anhidrid fehér, könnyen szublimáló szilárd anyag. A szén egyik stabil oxidja.
Először Liebig és Wöhler írta le 1830-ban a mézkőről (mellit) szóló tanulmányában, bár az összegképletet tévesen C4O3-nak találták. A helyes képletet 1913-ban H. Meyer és K. Steiner állapította meg.

## Fordítás
Ez a szócikk részben vagy egészben  a   Mellitic anhydride című angol Wikipédia-szócikk fordításán alapul.  Az eredeti cikk szerkesztőit annak laptörténete sorolja fel. Ez a jelzés csupán a megfogalmazás eredetét és a szerzői jogokat jelzi, nem szolgál a cikkben szereplő információk forrásmegjelöléseként.